# Anarquismo filosófico
El anarquismo filosófico es una escuela de pensamiento anarquista, que sostiene que el Estado carece de legitimidad moral, pero no aboga por la revolución para acabar con él. Aunque el anarquismo filosófico no implica necesariamente alguna acción encaminada a la abolición del Estado, los anarquistas filosóficos no creen que tengan la obligación o el deber de obedecer al Estado, o por el contrario, que el Estado tenga el derecho de mando. Sus partidarios piensan que el individuo "se posee a sí mismo", y que debe actuar según su propio juicio y reconoce a todo individuo la misma libertad.
Según estudiosos del tema, los anarquistas filosóficos en vez de buscar la confrontación violenta para acabar con el Estado "han trabajado por un cambio gradual para liberar al individuo de lo que pensaron son leyes opresivas y limitaciones sociales del Estado moderno y permitir a todos los individuos convertirse en seres autodeterminados y creadores de valor."  El anarquismo filosófico es un componente especial del anarquismo individualista. Entre los anarquistas filosóficos se incluye históricamente a William Godwin, Pierre-Joseph Proudhon, Herbert Spencer, Benjamin Tucker, Max Stirner, y Henry David Thoreau. Personajes que se autodenominaron anarquistas filosóficos, a pesar de no identificarse como individualistas filosóficos, fueron Mahatma Gandhi y J. R. R. Tolkien. A Thomas Jefferson algunas veces también se lo identifica como un anarquista filosófico.
El teórico político Michael Freeden clasifica cuatro variantes filosóficas del anarquismo individualista; según él el primer tipo es el de Godwin que aboga por el autogobierno con "un racionalismo progresista que incluye la benevolencia hacia los otros." El segundo tipo es el egoísmo asociado a Stirner, que promulga ejercer el poder individual y no reconoce obligaciones hacia los demás. El tercer tipo está "fundado en las predicciones tempranas de Herbert Spencer, y las de algunos de sus discípulos como Donisthorpe, que anticipan lo innecesario del Estado como fuente de la evolución social." El cuarto tipo es una forma moderada de egoísmo que cuenta con la cooperación social a través de la promoción del libre mercado, teniendo seguidores como Tucker y Thoreau. Según el estudioso Allan Antliff, Benjamin Tucker acuñó el término "anarquismo filosófico", para distinguir el anarquismo evolutivo y pacífico de aquellas variantes revolucionarias del anarquismo, especialmente del anarcocomunismo.
Los anarquistas filosóficos pueden aceptar la existencia de un Estado mínimo como un lamentable, y temporal, "mal necesario", en un camino progresivo hacia la anarquía; pero sostienen que los ciudadanos no tienen la obligación moral de obedecer a ningún Estado cuando sus leyes entran en conflicto con la autonomía individual. Pueden oponerse a la eliminación inmediata del Estado por medios violentos o a las revoluciones de masas por temor a que se dejaría sin seguridad jurídica (garantías) a los individuos en contra de la creación de un Estado más perjudicial y opresivo (véase: oclocracia). Esto es especialmente cierto entre los anarquistas que consideran la violencia y el Estado como sinónimos, o que la consideran contraproducente cuando la reacción del público frente a un aumento de la violencia resulta en una mayor "aplicación de la ley".